# 범선

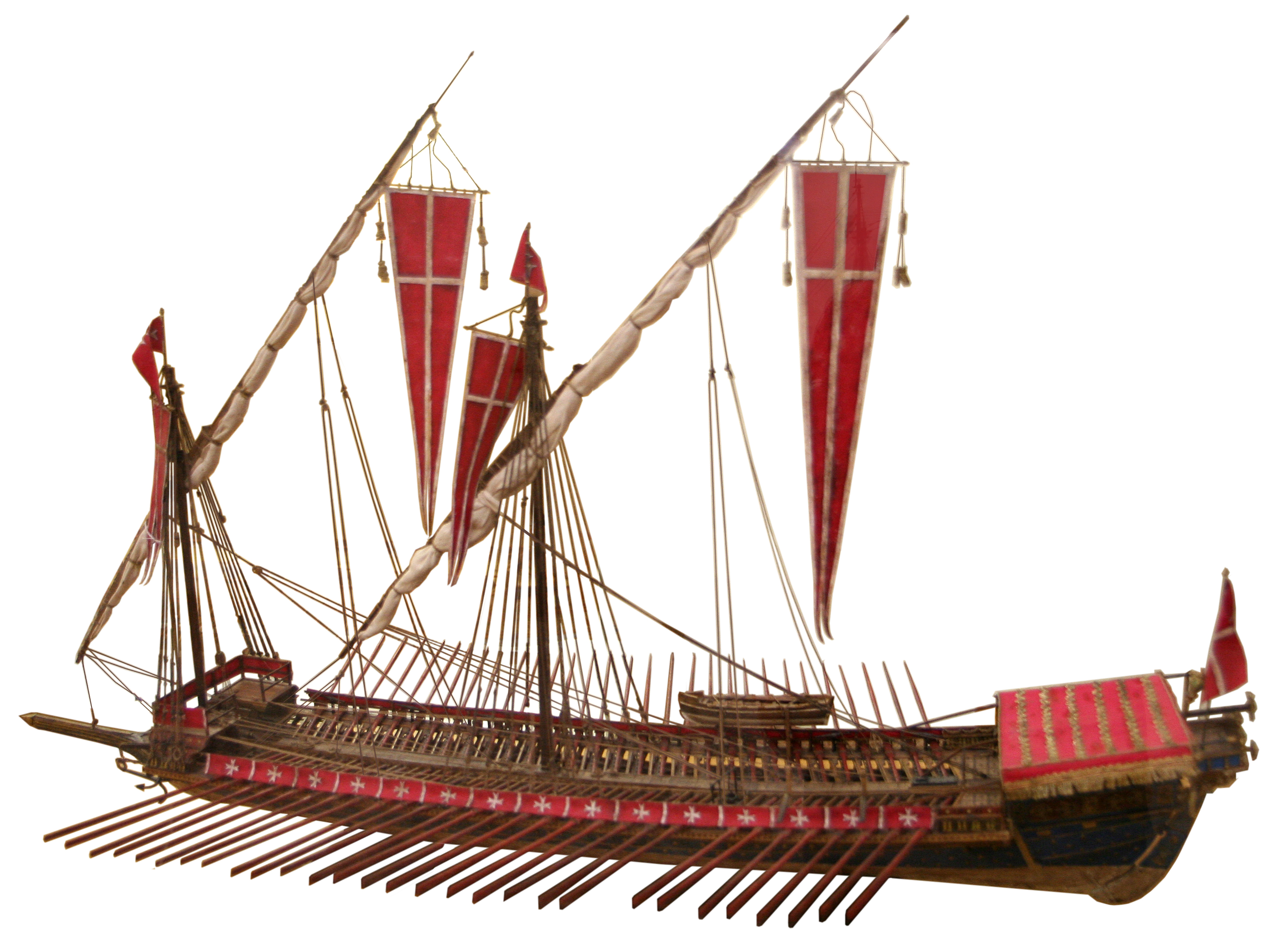
갤리

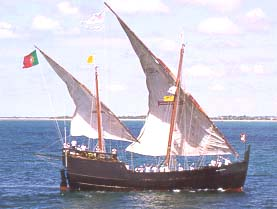
캐러벨

브리간틴

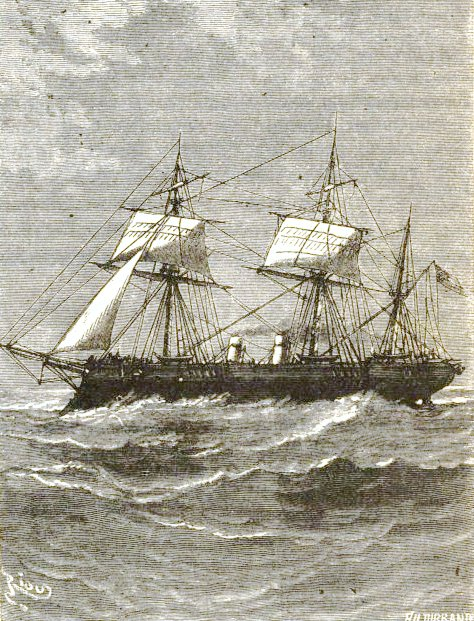
프리깃

범선(帆船)이나 돛단배는 돛을 달아 풍력을 항해에 이용해 운항하는 배를 말한다. 범선의 종류는 돛을 사용하는 방식과 크기에 따라 다양하게 분류할 수 있다.

## 범선의 종류
- 갤리: 고대 ~ 신항로 개척 시대 초기에 쓰인 지중해에서 운행되던 전투선
- 코그: 북해에서 많이 쓰인 범선으로서 군함으로 변환이 쉽다
- 라운드 십: 라운드 상선이란 '둥근 배' 란 의미로, 남방계 배를 대표할 만하다. 주로 13세기에서 14세기경에 지중해 항해용으로 이용되었다.
- 캐러벨: 3본 마스트, 라틴 세일 세 장을 갖춘 범선으로, 지중해에서 14세기에서 15세기경에 주로 쓰였다.
- 캐랙: 코그·라운드 상선·캐라벨 등의 장점을 결집한 배로, 3개의 메인마스트 세 개·돛 여섯 개를 탑재한 대형 범선으로서 스페인을 위시해 유럽에서 15세기에서 16세기간에 쓰였다. 여러 범선이 이 범선에 기초하여 제작됐다.
- 나오: 캐랙과 유사
- 갈레아스
- 갤리온: 메인마스트 세 개, 돛 일곱 개를 탑재한 대형 범선으로 스페인을 위시한 유럽에서 16세기에서 17세기간에 쓰였다.
- 전열함
- 바크
- 프리깃
- 슬루프: 기둥 한 개나 두 개에 삼각돛을 달아 항해하는 범선 일종이다.
- 콜벳함: 17세기 프랑스에서 처음 건조한 함종의 명칭이다.
- 브리간틴: 쌍돛대의 서양식 중형 범선으로 앞에는 가로돛, 뒤에는 세로돛을 단다.
- 커터: 슬루프와 비슷한 형태이나 사다리꼴 모양으로 된 주요한 돛을 이용한다.
- 케치: 메인마스트와 미즌마스트 기둥 두 개를 이용해 돛을 달아 항해하는 범선이다.
- 예일: 메인마스트에 삼각돛 두 장을 달고 후미에 소형 미즌마스트를 둔 범선이다.
- 클리퍼: 메인마스트 여러 개를 탑재한 대형 범선으로 19세기에 쓰였다.

## 사진

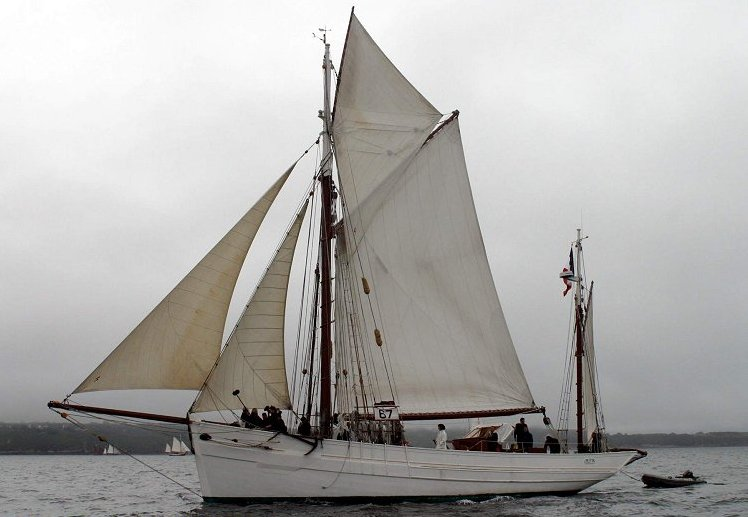
커터
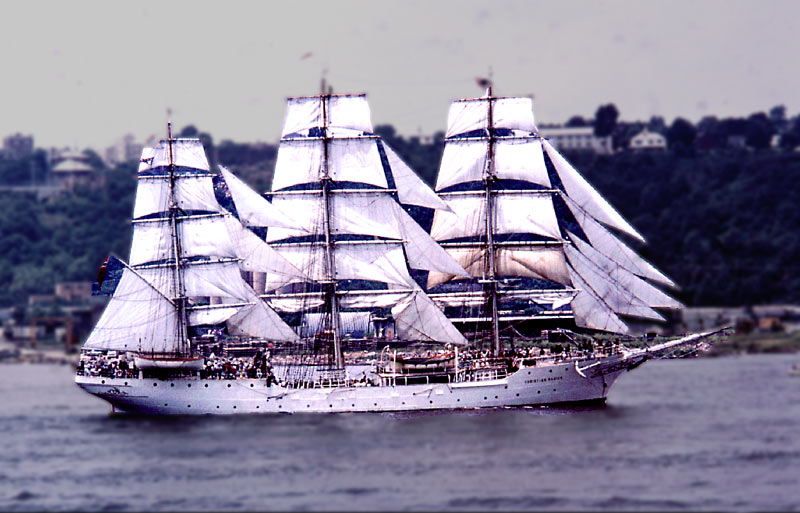
스퀘어 리거
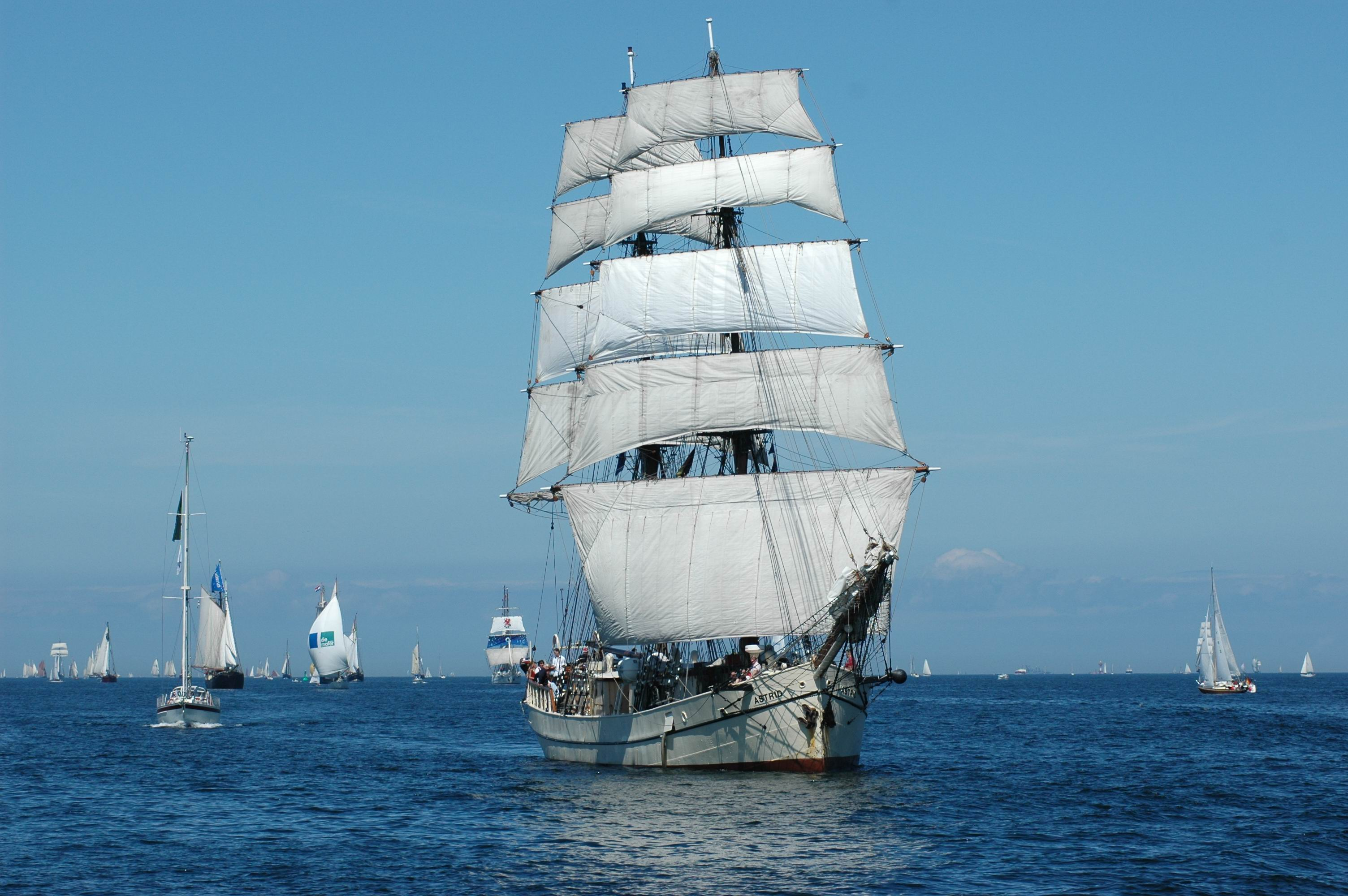
아스트리드

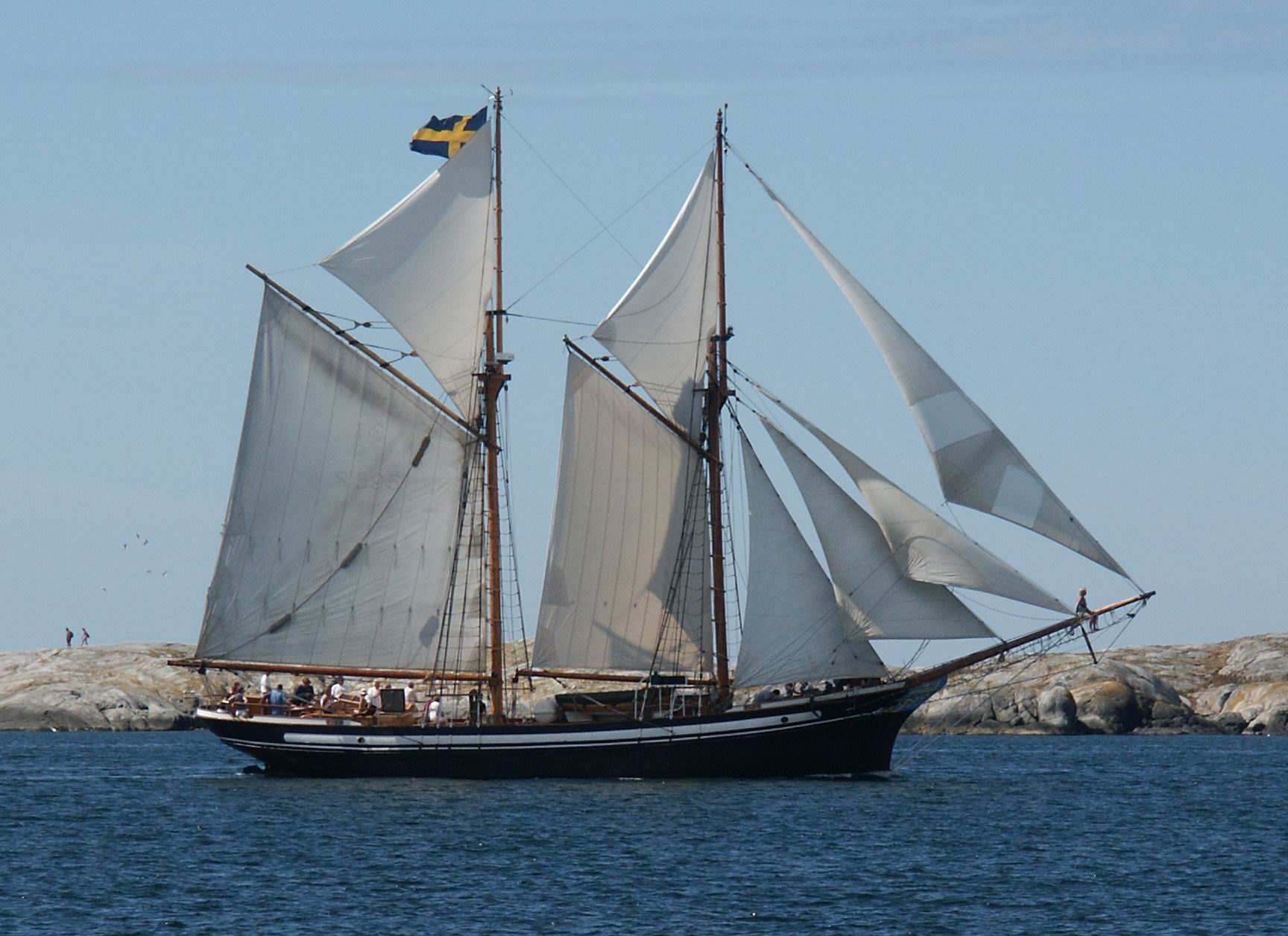
스쿠너
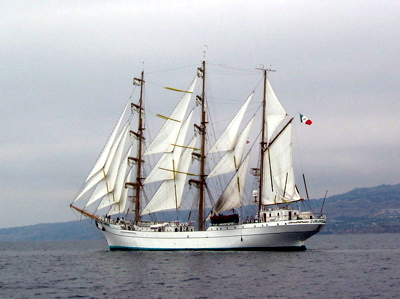
멕시코의 연습선 Barquecuauhtemoc
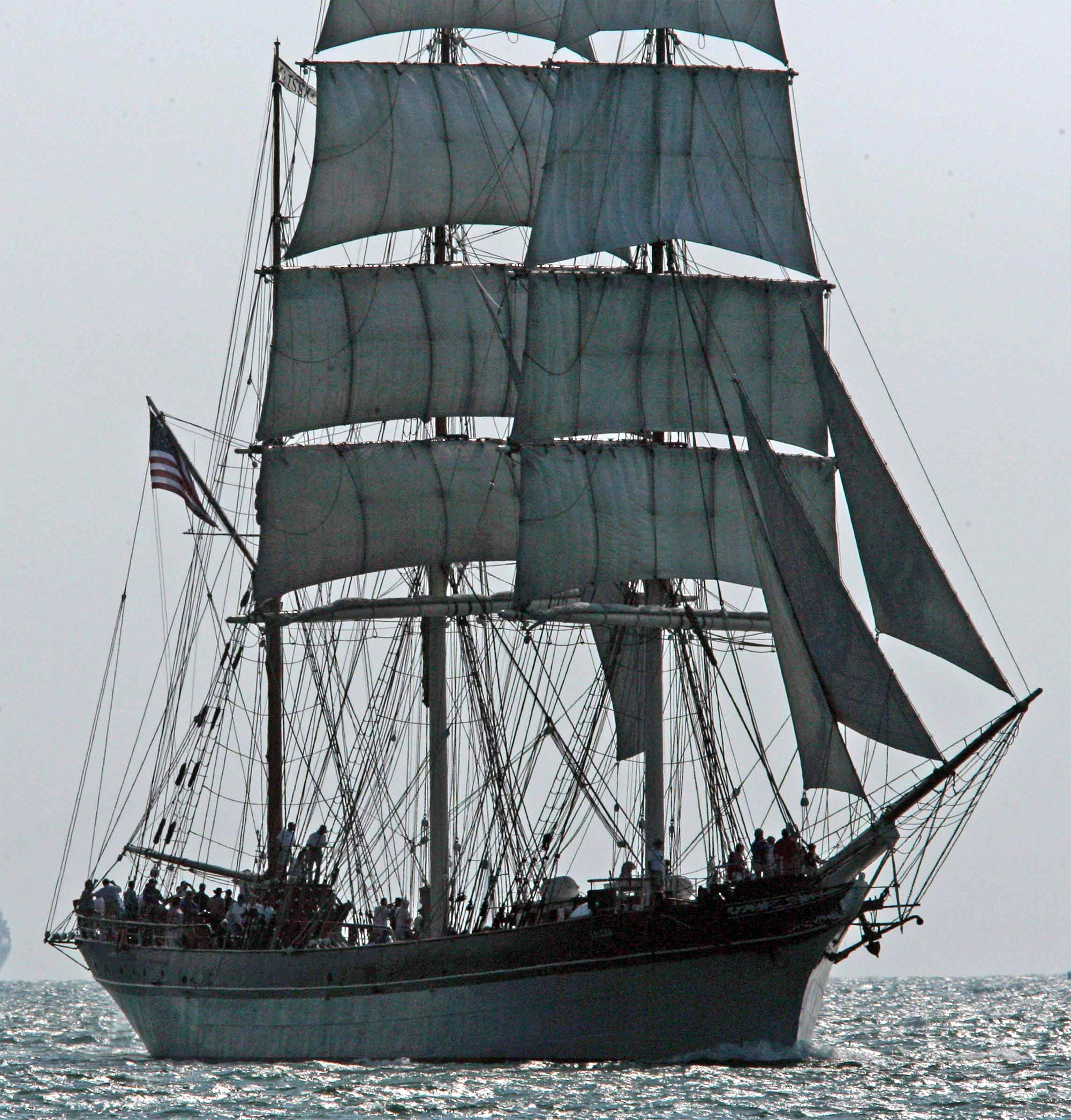

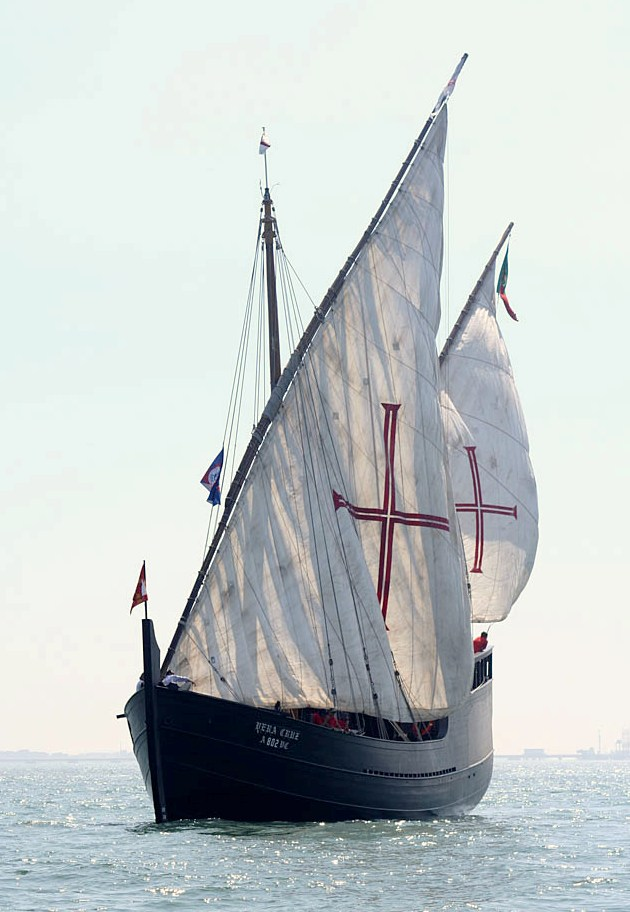
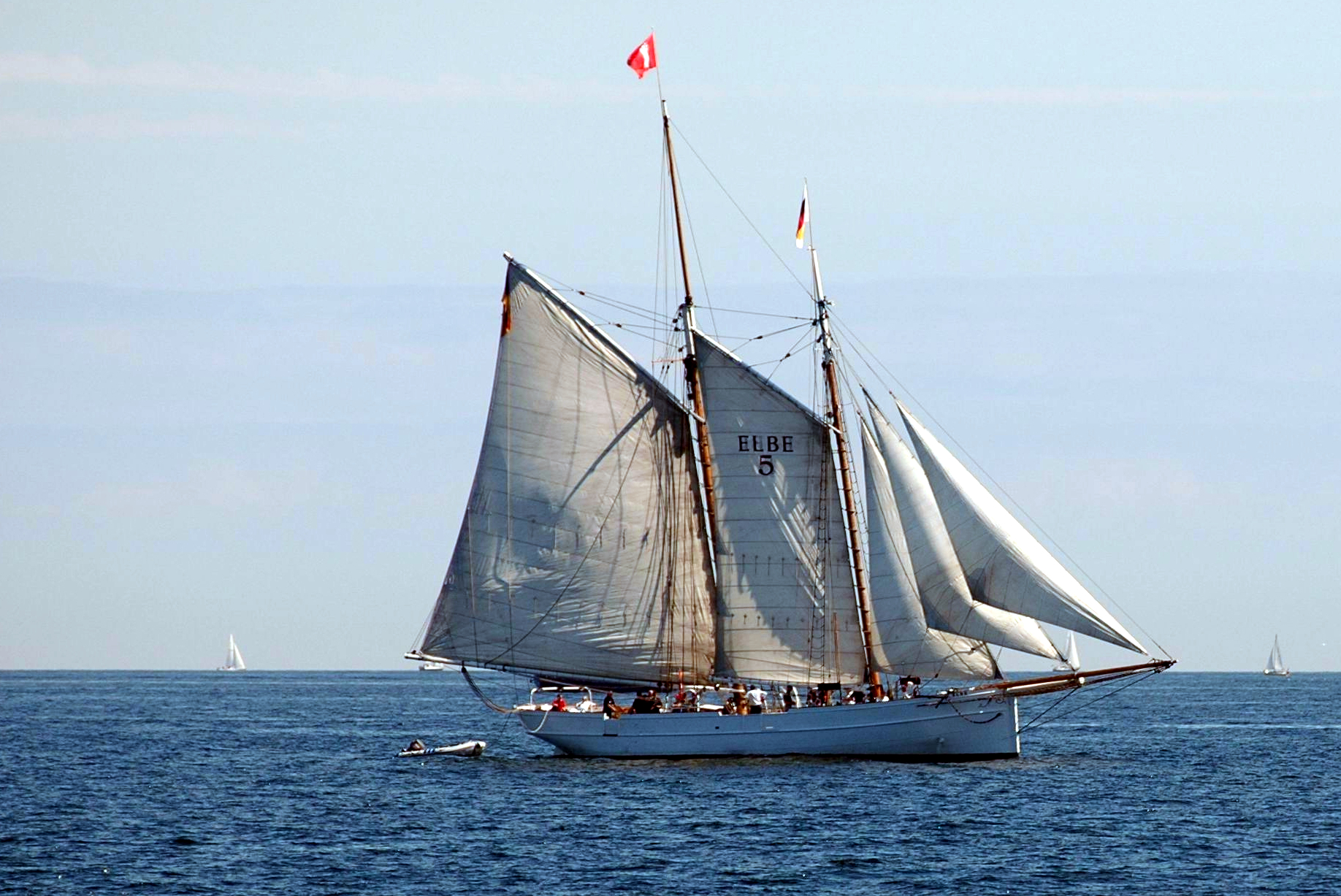
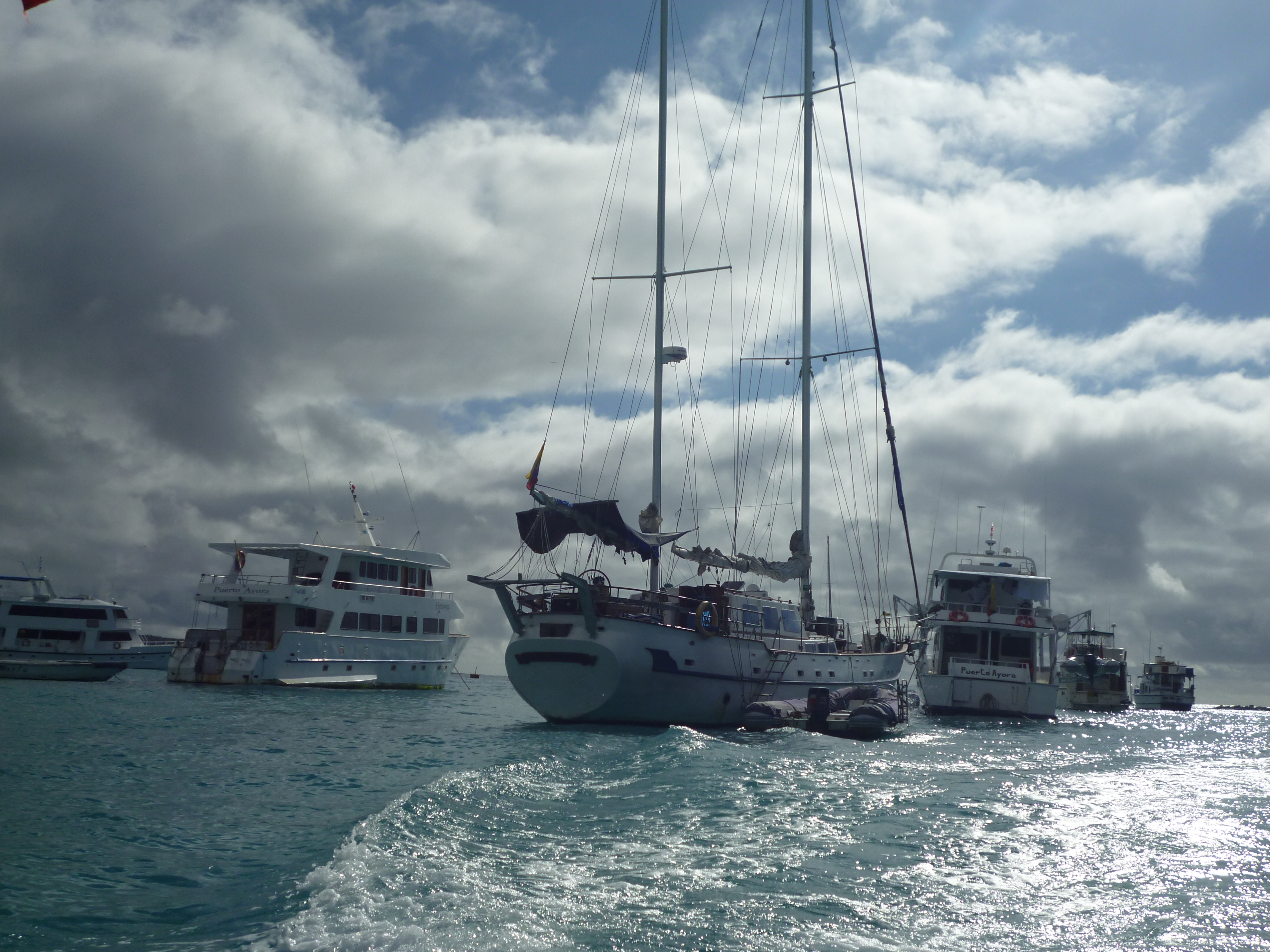
산타크루스섬     갈라파고스 군도
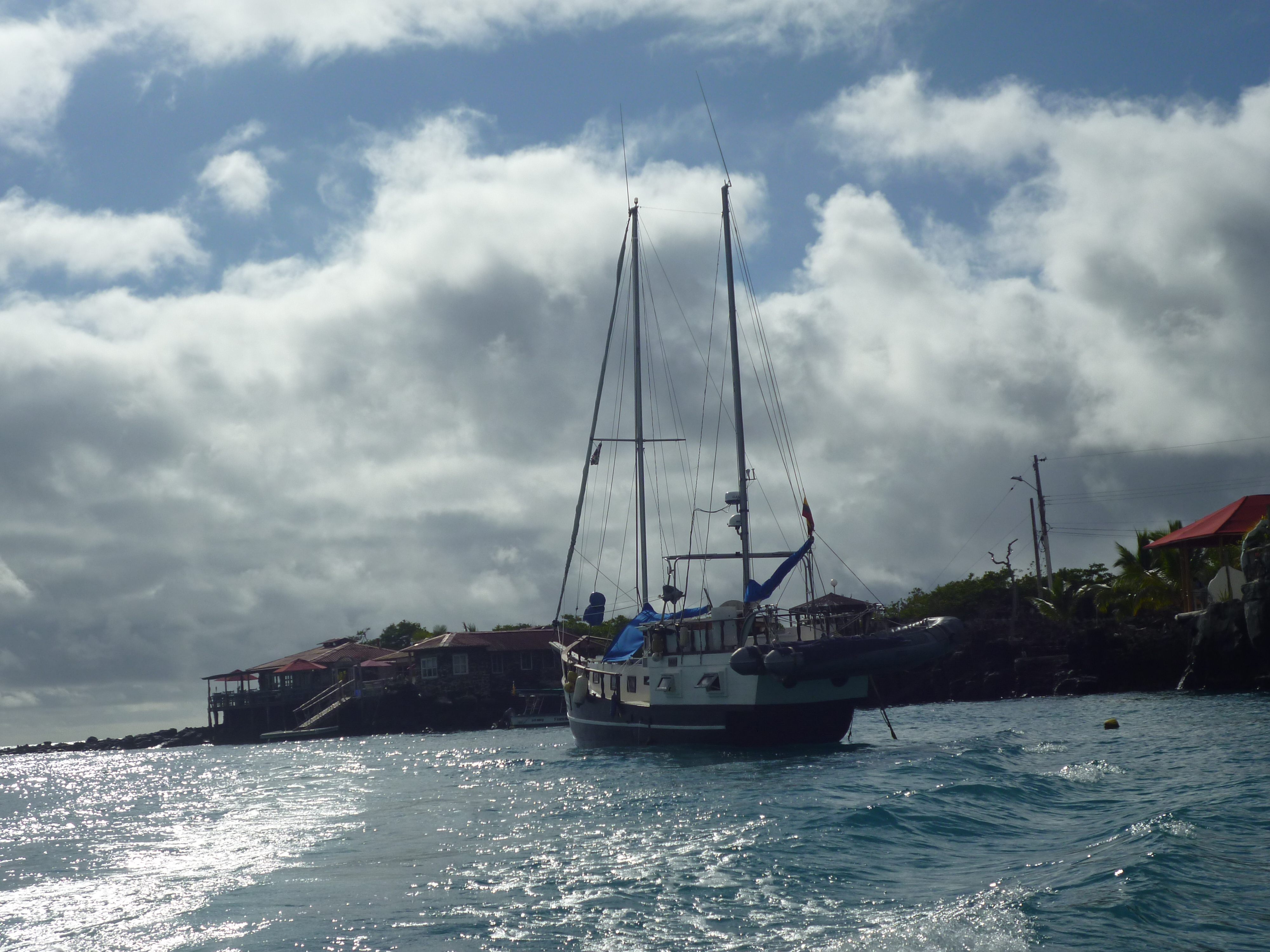
산타크루스섬    갈라파고스 군도

## 같이 보기
- 조선 (산업)